# نموذج هودجكين-هاكسلي

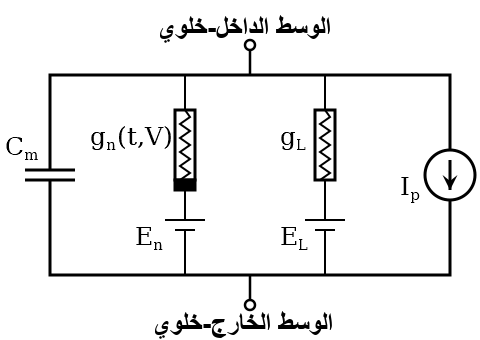
المكونات الأساسية لنماذج العصبونات من نوع هودجكين-هاكسلي. تعبر نماذج العصبونات من نوع هودجكين-هاكسلي عن الخواص البيوفيزيائية لغشاء الخلية العصبية الخلايا. يتم تمثيل الطبقة الثنائية الدهون كـسعة كهربائية (C_{m}). يتم تمثيل قنوات الأيونات المحكومة بالجهد بالناقلية الكهربائية اللاخطية (g_{n}) ويتم تمثيل قنوات تسريب الأيونات بالناقلية الكهربائية الخطية (g_{L}). يتم تمثيل التغيرات الكهروكيميائية في وسط الخلية التي تسبب تدفق الأيونات عن طريق تمثيلها ببطارية (E)، ويتم تمثيل مضخات الأيونات والمبادلات بمنبع التيار (I_{p})_{.}

نموذج هودجكين-هاكسلي هو نموذج رياضياتي يصف كيف يبدأ وينتشر جهد الفعل في العصبونات. وهو عبارة عن مجموعة معادلات تفاضلية لاخطية التي تقرّب الخصائص الكهربائية للخلايا المُستثارة مثل العصبونات وخلايا القلب، وبالتالي فإنه نموذج مستمر الوقت، على عكس خريطة رولكوف مثلاً.

وصف هذا النموذج ألان لويد هودجكين وأندرو هاكسلي عام 1952 آلية جريان الأيونات في بدء وانتشار جهد الفعل في محوار عصبون الحبار. حاز ألان هودجكين وأندرو هاكسلي على جائزة نوبل في الفيزيولوجيا أو الطب عام 1963 على هذا النموذج.

## المكونات الأساسية
نموذج هودجكين-هاكسلي الأصلي يتعامل مع كل مكون قابل للاستثارة من مكونات الخلية كما لو أنه عنصر كهربائي (كما هو موضح في الشكل).
يتم تمثيل الطبقة ثنائية الدهون كـسعة كهربائية (Cm). يتم تمثيل قنوات الأيونات المحكومة بالجهد بـالناقلية الكهربائية اللاخطية (gn ، بحيث n هو نوع القناة الأيونية) التي تتبع في قيمتها للجهد الكهربائي والزمن، ويتم تمثيل قنوات تسريب الأيونات بالناقلية الكهربائية الخطية (gL). يتم تمثيل التغيرات الكهروكيميائية في وسط الخلية التي تسبب تدفق الأيونات عن طريق تمثيلها بمصدر جهد (E) الذي يتم تحديد الفولتية الخاصة به من خلال نسبة تركيز الشوارد داخل وخارج الخلايا العصبية لأنواع الأيونيات ذات الأهمية، ويتم تمثيل مضخات الأيونات والمبادلات بمنبع التيار (Ip). يتم الإشارة إلى الجهد الكهربائي على غشاء الخلية بالرمز Vm .
رياضياً، يتم كتابة معادلة التيار المتدفق من خلال الطبقة الثنائية الدهون بالمعادلة التالية:
{\displaystyle I_{c}=C_{m}{\frac {{\mathrm {d} }V_{m}}{{\mathrm {d} }t}}}
والتيار المتدفق من خلال قناة أيونية معينة يكون بالمعادلة التالية:
{\displaystyle I_{i}={g_{n}}(V_{m}-V_{i})\;}
حيث Vi يسمى جهد الاعتكاس للقناة الأيونية من النوع i، وبذلك يمكن أن نعبر عن مجموع التيارات العابرة غشاء الخلية في خلية تحوي قنوات صوديوم وبوتاسيوم بالمعادلة:
{\displaystyle I=C_{m}rac{{\mathrm {d} }V_{m}}{{\mathrm {d} }t}+g_{K}(V_{m}-V_{K})+g_{Na}(V_{m}-V_{Na})+g_{l}(V_{m}-V_{l})}

## الخصائص الرياضية

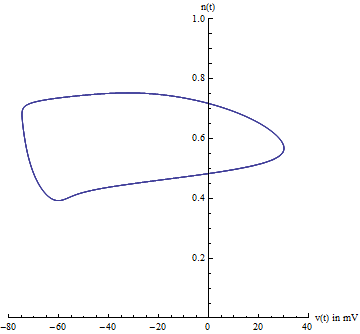
محاكاة نموذج هودجكين-هكسلي عبر تابع فرق الصفحة بين الجهد v ومتغير البوابة المحكوم بشوارد البوتاسيوم. يُعرف المنحنى المغلق كدورة حدية.

## تحسينات ونماذج بديلة
يعتبر نموذج هودجكين-هكسلي أحد الإنجازات العظيمة في الفيزياء الحيوية في القرن العشرين. ومع ذلك، تم توسيع نماذج هودجكين-هكسلي الحديثة بعدة طرق مهمة:
- تم دمج مجموعات إضافية من قنوات الأيونات بناءً على البيانات التجريبية.
- تم تعديل نموذج هودجكين-هكسلي لدمج نظرية الحالة الانتقالية وإنتاج نماذج هودجكين-هكسلي الديناميكية الحرارية.[1]
- غالبًا ما تتضمن النماذج هندسة معقدة للغاية من الشجيرات العصبية والمحاور، وغالبًا ما تستند إلى بيانات المجهر.
- تتضمن النماذج القائمة على التوصيل والتي تشبه نموذج هودجكين-هكسلي المعرفة حول أنواع الخلايا التي تحددها النسخ الجيني للخلية الفردية.
- نماذج عشوائية لسلوك قنوات الأيونات، مما يؤدي إلى أنظمة هجينة عشوائية.
- يعتمد نموذج بواسون-نيرنست-بلانك (PNP) على تقريب متوسط المجال لتفاعلات الأيونات وأوصاف متواصلة للتركيز والإمكانات الكهروستاتيكية.[2]

كما تم تطوير العديد من النماذج العصبية المبسطة (مثل نموذج فيتز هيو-ناغومو)، مما يسهل المحاكاة الفعالة على نطاق واسع لمجموعات الخلايا العصبية، بالإضافة إلى الرؤية الرياضية لديناميكيات توليد الإمكانات الفعلية.